# Тета-функция

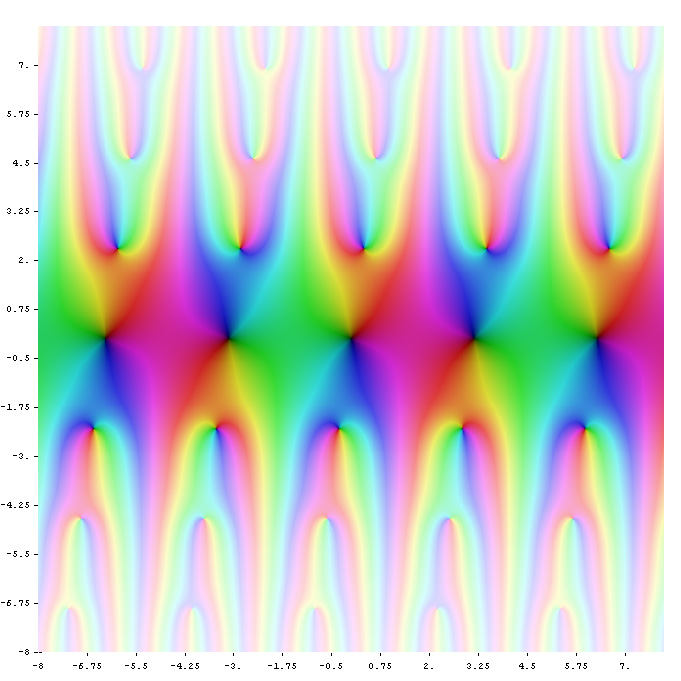
Оригинальная тета-функция Якоби с и }}. Соглашения:

Тета-функции — это специальные функции от нескольких комплексных переменных. Они играют важную роль во многих областях, включая теории абелевых многообразий, пространства модулей и квадратичных форм. Они применяются также в теории солитонов. После обобщения к алгебре Грассмана функции появляются также в квантовой теории поля.
Наиболее распространённый вид тета-функций — это функции, встречающиеся в теории эллиптических функций. По отношению к одной из комплексных переменных (обычно обозначаемой z) тета-функция имеет свойство, выражающееся в сложении периодов ассоциированных эллиптических функций, что делает их квазипериодическими. В абстрактной теории это получается из условия линейного расслоения понижения.

## Тета-функция Якоби

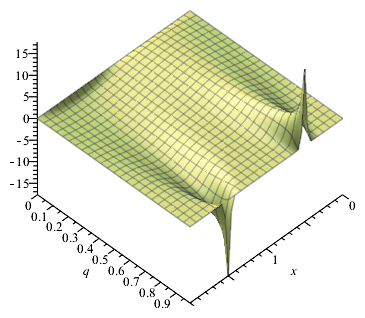
Тета-функция 1 Якоби

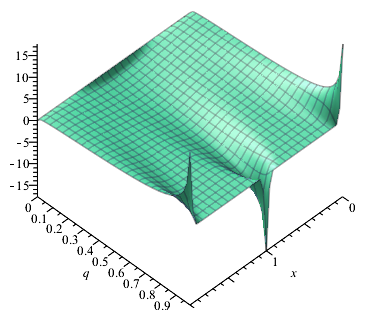
Тета-функция 2 Якоби

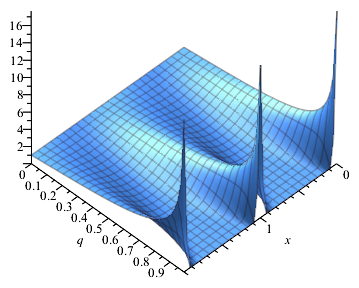
Тета-функция 3 Якоби

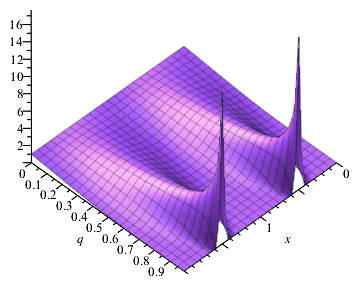
Тета-функция 4 Якоби

Имеется несколько связанных функций, которые называются тета-функциями Якоби, и много различных и несовместимых систем их обозначения. 
Одна тета-функция Якоби (названа именем Карла Густава Якоби), это функция, определённая от 2 комплексных переменных z и {\displaystyle \tau }, где z может быть любым комплексным числом, а {\displaystyle \tau } ограничена верхней половиной плоскости, что означает, что число имеет положительную мнимую часть. Функция задаётся формулой
{\displaystyle {\begin{aligned}\vartheta (z;\tau )&=\sum _{n=-\infty }^{\infty }\exp \left(\pi in^{2}\tau +2\pi inz\right)=\\&=1+2\sum _{n=1}^{\infty }\left(e^{\pi i\tau }\right)^{n^{2}}\cos(2\pi nz)=\sum _{n=-\infty }^{\infty }q^{n^{2}}\eta ^{n},\end{aligned}}}
где {\displaystyle q=\exp(\pi {i}\tau )} и {\displaystyle \eta =\exp(2\pi {i}z)}. Функция является формой Якоби. Если фиксировать {\displaystyle \tau }, функция становится рядом Фурье для периодической целой функции от z с периодом 1. В этом случае тета-функция удовлетворяет тождеству
{\displaystyle \vartheta (z+1;\tau )=\vartheta (z;\tau ).}
Функция ведёт себя очень регулярно с учётом квазипериода {\displaystyle \tau } и удовлетворяет функциональному уравнению

Тета-функция с различными. Чёрная точка на правом рисунке показывает, как меняется q при изменении

Тета-функция с различными. Чёрная точка на правом рисунке показывает, как меняется q при изменении

{\displaystyle \vartheta (z+a+b\tau ;\tau )=\exp \left(-\pi ib^{2}\tau -2\pi ibz\right)\,\vartheta (z;\tau ),}
где a и b — целые числа.

## Вспомогательные функции
Тета-функция Якоби, определённая выше, иногда рассматривается вместе с тремя дополнительными тета-функциями и в этом случае записывается с дополнительным индексом 0:
{\displaystyle \vartheta _{00}(z;\tau )=\vartheta (z;\tau )}
Дополнительные (полупериодичные) функции определяются формулами
{\displaystyle {\begin{aligned}\vartheta _{01}(z;\tau )&=\vartheta \!\left(z+{\tfrac {1}{2}};\tau \right)\\[3pt]\vartheta _{10}(z;\tau )&=\exp \left({\tfrac {1}{4}}\pi i\tau +\pi iz\right)\vartheta \left(z+{\tfrac {1}{2}}\tau ;\tau \right)\\[3pt]\vartheta _{11}(z;\tau )&=\exp \left({\tfrac {1}{4}}\pi i\tau +\pi i\left(z+{\tfrac {1}{2}}\right)\right)\vartheta \left(z+{\tfrac {1}{2}}\tau +{\tfrac {1}{2}};\tau \right).\end{aligned}}}
Этим обозначениям следовали Риман и Мамфорд. Первоначальная формулировка Якоби была в терминах нома {\displaystyle q=e^{i{\pi }\tau }}, а не {\displaystyle \tau }. В обозначениях Якоби θ-функции записываются в виде:
{\displaystyle {\begin{aligned}\theta _{1}(z;q)&=-\vartheta _{11}(z;\tau )\\\theta _{2}(z;q)&=\vartheta _{10}(z;\tau )\\\theta _{3}(z;q)&=\vartheta _{00}(z;\tau )\\\theta _{4}(z;q)&=\vartheta _{01}(z;\tau )\end{aligned}}}
Приведённые выше определения тета-функции Якоби далеко не единственные. См. статью Тета-функции Якоби (вариации обозначений) с дальнейшим обсуждением.
Если мы положим {\displaystyle z=0} в тета-функциях выше, мы получим четыре функции, зависящие только от {\displaystyle \tau } и определённые на верхней полуплоскости (которые иногда называются тета-константами.) Они могут быть использованы для определения различных модулярных форм и для параметризации некоторых кривых.

## Тождества основная
Так называемые функции «тета-нульверт» (Theta-Nullwert) имеют следующее представление суммы и следующее представление произведения:
{\displaystyle \vartheta _{00}(x)=\sum _{k=-\infty }^{\infty }x^{k^{2}}=\prod _{n=1}^{\infty }(1-x^{2n})(1+x^{2n-1})^{2}}
{\displaystyle \vartheta _{01}(x)=\sum _{k=-\infty }^{\infty }(-1)^{k}x^{k^{2}}=\prod _{n=1}^{\infty }(1-x^{2n})(1-x^{2n-1})^{2}}
{\displaystyle \vartheta _{10}(x)=x^{1/4}\sum _{k=-\infty }^{\infty }x^{k(k+1)}=2\,x^{1/4}\prod _{n=1}^{\infty }(1-x^{2n})(1+x^{2n})^{2}}
Тета-функция удовлетворяет следующему основному соотношению с «номеном q»:
{\displaystyle \vartheta _{00}{\bigl [}q(k){\bigr ]}={\sqrt {2\pi ^{-1}K(k)}}}
{\displaystyle \vartheta _{01}{\bigl [}q(k){\bigr ]}={\sqrt[{4}]{1-k^{2}}}{\sqrt {2\pi ^{-1}K(k)}}}
{\displaystyle \vartheta _{10}{\bigl [}q(k){\bigr ]}={\sqrt {|k|}}{\sqrt {2\pi ^{-1}K(k)}}}
{\displaystyle q(k)=\exp {\bigl [}-\pi \,K({\sqrt {1-k^{2}}})/K(k){\bigr ]}}
Следующие 2 формулы определяют полный эллиптический интеграл 1-го типа и согласуются друг с другом:
{\displaystyle K(\varepsilon )=\int _{0}^{1}{\frac {1}{\sqrt {(1-x^{2})(1-\varepsilon ^{2}x^{2})}}}\,\mathrm {d} x}
{\displaystyle K(\varepsilon )=\int _{0}^{\pi /2}{\frac {1}{\sqrt {1-\varepsilon ^{2}\sin(\varphi )^{2}}}}\,\mathrm {d} \varphi }

## Тождества Якоби
В частности Тождества Якоби определяется следующей формулой:
{\displaystyle \vartheta _{00}(0;\tau )^{4}=\vartheta _{01}(0;\tau )^{4}+\vartheta _{10}(0;\tau )^{4}}
{\displaystyle \vartheta _{00}(q)^{4}=\vartheta _{01}(q)^{4}+\vartheta _{10}(q)^{4}}
Эта формула представляет собой кривой Ферма 4 степени.
Тождества Якоби также возникает как комбинация 3 квадратичных соотношений:
{\displaystyle 2\,\vartheta _{00}(q^{2})^{2}=\vartheta _{00}(q)^{2}+\vartheta _{01}(q)^{2}}
{\displaystyle 2\,\vartheta _{10}(q^{2})^{2}=\vartheta _{00}(q)^{2}-\vartheta _{01}(q)^{2}}
{\displaystyle \vartheta _{10}(q)^{2}=2\,\vartheta _{10}(q^{2})\,\vartheta _{00}(q^{2})}
Объединение этих 3 формул даёт следующую формулу:
{\displaystyle \vartheta _{10}(q)^{4}=\vartheta _{00}(q)^{4}-\vartheta _{01}(q)^{4}}
Тождества Якоби описывают, как тета-функции преобразуются модулярной группой, которая порождается отображениями {\displaystyle \tau \mapsto \tau +1} и {\displaystyle \tau \mapsto -{\tfrac {1}{\tau }}}. Тождества для первого преобразования найти легко, поскольку добавление единицы в показателе к {\displaystyle \tau } имеет тот же эффект, что и добавление {\displaystyle {\tfrac {1}{2}}} к z ({\displaystyle n\equiv n^{2}} mod 2). Во 2 случае положим
{\displaystyle \alpha =(-i\tau )^{\frac {1}{2}}\exp \left({\frac {\pi }{\tau }}iz^{2}\right).}
Тогда
{\displaystyle {\begin{aligned}\vartheta _{00}\!\left({\frac {z}{\tau }};{\frac {-1}{\tau }}\right)&=\alpha \,\vartheta _{00}(z;\tau )\quad &\vartheta _{01}\!\left({\frac {z}{\tau }};{\frac {-1}{\tau }}\right)&=\alpha \,\vartheta _{10}(z;\tau )\\[3pt]\vartheta _{10}\!\left({\frac {z}{\tau }};{\frac {-1}{\tau }}\right)&=\alpha \,\vartheta _{01}(z;\tau )\quad &\vartheta _{11}\!\left({\frac {z}{\tau }};{\frac {-1}{\tau }}\right)&=-i\alpha \,\vartheta _{11}(z;\tau ).\end{aligned}}}

## Тета-функции в терминах нома
Вместо выражения тета-функций в терминах z и {\displaystyle \tau } мы можем выразить их в терминах аргумента w и нома q, где {\displaystyle w=e^{\pi {i}z}}, а {\displaystyle q=e^{\pi {i}\tau }}. В этом случае функции превращаются в
{\displaystyle {\begin{aligned}\vartheta _{00}(w,q)&=\sum _{n=-\infty }^{\infty }(w^{2})^{n}q^{n^{2}}\quad &\vartheta _{01}(w,q)&=\sum _{n=-\infty }^{\infty }(-1)^{n}(w^{2})^{n}q^{n^{2}}\\[3pt]\vartheta _{10}(w,q)&=\sum _{n=-\infty }^{\infty }(w^{2})^{n+{\frac {1}{2}}}q^{\left(n+{\frac {1}{2}}\right)^{2}}\quad &\vartheta _{11}(w,q)&=i\sum _{n=-\infty }^{\infty }(-1)^{n}(w^{2})^{n+{\frac {1}{2}}}q^{\left(n+{\frac {1}{2}}\right)^{2}}.\end{aligned}}}
Мы видим, что тета-функции можно определить в терминах w и q без прямой ссылки на экспоненциальную функцию. Формулы могут быть использованы, поэтому, для определения тета-функций над другими полями, где экспоненциальная функция может быть не везде определена, такими как поле p-адических чисел.

## Представления произведений
Тройное произведение Якоби (специальный случай тождеств Макдональда) говорит нам, что для комплексных чисел w и q с {\displaystyle |q|<1} и {\displaystyle w\neq 0} мы имеем
{\displaystyle \prod _{m=1}^{\infty }\left(1-q^{2m}\right)\left(1+w^{2}q^{2m-1}\right)\left(1+w^{-2}q^{2m-1}\right)=\sum _{n=-\infty }^{\infty }w^{2n}q^{n^{2}}.}
Это можно доказать элементарными средствами, как, например, в книге Харди и Райта An Introduction to the Theory of Numbers.
Если мы выразим тета-функцию в терминах томов {\displaystyle q=e^{\pi {i}\tau }} и {\displaystyle w=e^{\pi {i}z}}, то
{\displaystyle \vartheta (z;\tau )=\sum _{n=-\infty }^{\infty }\exp(\pi i\tau n^{2})\exp(2\pi izn)=\sum _{n=-\infty }^{\infty }w^{2n}q^{n^{2}}.}
Мы поэтому получаем формулу произведения для тета-функции вида
{\displaystyle \vartheta (z;\tau )=\prod _{m=1}^{\infty }{\big (}1-\exp(2m\pi i\tau ){\big )}{\Big (}1+\exp {\big (}(2m-1)\pi i\tau +2\pi iz{\big )}{\Big )}{\Big (}1+\exp {\big (}(2m-1)\pi i\tau -2\pi iz{\big )}{\Big )}.}
В терминах w и q:
{\displaystyle {\begin{aligned}\vartheta (z;\tau )&=\prod _{m=1}^{\infty }\left(1-q^{2m}\right)\left(1+q^{2m-1}w^{2}\right)\left(1+{\frac {q^{2m-1}}{w^{2}}}\right)\\&=\left(q^{2};q^{2}\right)_{\infty }\,\left(-w^{2}q;q^{2}\right)_{\infty }\,\left(-{\frac {q}{w^{2}}};q^{2}\right)_{\infty }\\&=\left(q^{2};q^{2}\right)_{\infty }\,\theta \left(-w^{2}q;q^{2}\right)\end{aligned}}}
где {\displaystyle (~~;~~)_{\infty }} является q-символом Похгаммера, а {\displaystyle \theta (~~;~~)} является q-тета-функцией. Если раскрыть скобки, тройное произведение Якоби получит вид
{\displaystyle \prod _{m=1}^{\infty }\left(1-q^{2m}\right){\Big (}1+\left(w^{2}+w^{-2}\right)q^{2m-1}+q^{4m-2}{\Big )},}
что можно также переписать в виде
{\displaystyle \vartheta (z\mid q)=\prod _{m=1}^{\infty }\left(1-q^{2m}\right)\left(1+2\cos(2\pi z)q^{2m-1}+q^{4m-2}\right).}
Эта формула верна для общего случая, но представляет особый интерес при вещественных z. Аналогичные формулы произведений для дополнительных тета-функций
{\displaystyle {\begin{aligned}\vartheta _{01}(z\mid q)&=\prod _{m=1}^{\infty }\left(1-q^{2m}\right)\left(1-2\cos(2\pi z)q^{2m-1}+q^{4m-2}\right),\\[3pt]\vartheta _{10}(z\mid q)&=2q^{\frac {1}{4}}\cos(\pi z)\prod _{m=1}^{\infty }\left(1-q^{2m}\right)\left(1+2\cos(2\pi z)q^{2m}+q^{4m}\right),\\[3pt]\vartheta _{11}(z\mid q)&=-2q^{\frac {1}{4}}\sin(\pi z)\prod _{m=1}^{\infty }\left(1-q^{2m}\right)\left(1-2\cos(2\pi z)q^{2m}+q^{4m}\right).\end{aligned}}}

## Интегральные представления
Тета-функции Якоби имеют следующие интегральные представления:
{\displaystyle {\begin{aligned}\vartheta _{00}(z;\tau )&=-i\int _{i-\infty }^{i+\infty }{e^{i\pi \tau u^{2}}{\frac {\cos(2uz+\pi u)}{\sin(\pi u)}}}\mathrm {d} u;\\[6pt]\vartheta _{01}(z;\tau )&=-i\int _{i-\infty }^{i+\infty }{e^{i\pi \tau u^{2}}{\frac {\cos(2uz)}{\sin(\pi u)}}}\mathrm {d} u;\\[6pt]\vartheta _{10}(z;\tau )&=-ie^{iz+{\frac {1}{4}}i\pi \tau }\int _{i-\infty }^{i+\infty }{e^{i\pi \tau u^{2}}{\frac {\cos(2uz+\pi u+\pi \tau u)}{\sin(\pi u)}}}\mathrm {d} u;\\[6pt]\vartheta _{11}(z;\tau )&=e^{iz+{\frac {1}{4}}i\pi \tau }\int _{i-\infty }^{i+\infty }{e^{i\pi \tau u^{2}}{\frac {\cos(2uz+\pi \tau u)}{\sin(\pi u)}}}\mathrm {d} u.\end{aligned}}}

## Явные значения

### Лемнискатические значения
См. статью Джинхи Йи (2004).
{\displaystyle \vartheta _{00}(e^{-\pi x})=\vartheta (0;ix)=\theta _{3}(0;e^{-\pi x})=\sum _{n=-\infty }^{\infty }\exp(-\pi xn^{2})}
{\displaystyle \vartheta _{01}(e^{-\pi x})=\theta _{4}(0;e^{-\pi x})=\sum _{n=-\infty }^{\infty }(-1)^{n}\exp(-\pi xn^{2})}
{\displaystyle \vartheta _{10}(e^{-\pi x})=\theta _{2}(0;e^{-\pi x})=\sum _{n=-\infty }^{\infty }\exp {\bigl [}-\pi x(n+{\tfrac {1}{2}})^{2}{\bigr ]}}
В следующей таблице приведены лемнискатические значения функций ϑ₁₀(x) и ϑ₀₀(x):
| x                                   | ϑ₁₀(x) | ϑ₀₀(x) |
| ----------------------------------- | --- | --- |
| {\displaystyle {\text{e}}^{-\pi }}  | {\displaystyle {\sqrt[{4}]{\pi }}\,{\Gamma \left({\tfrac {3}{4}}\right)}^{-1}2^{-1/4}={\sqrt {G}}}                                                    | {\displaystyle {\sqrt[{4}]{\pi }}\,{\Gamma \left({\tfrac {3}{4}}\right)}^{-1}=2^{1/4}{\sqrt {G}}}                     |
| {\displaystyle {\text{e}}^{-2\pi }} | {\displaystyle {\sqrt[{4}]{\pi }}\,{\Gamma \left({\tfrac {3}{4}}\right)}^{-1}2^{-3/4}{\sqrt {{\sqrt {2}}-1}}}                                         | {\displaystyle {\sqrt[{4}]{\pi }}\,{\Gamma \left({\tfrac {3}{4}}\right)}^{-1}2^{-3/4}{\sqrt {{\sqrt {2}}+1}}}         |
| {\displaystyle {\text{e}}^{-3\pi }} | {\displaystyle {\sqrt[{4}]{\pi }}\,{\Gamma \left({\tfrac {3}{4}}\right)}^{-1}2^{-3/2}3^{-3/8}{\sqrt {{\sqrt {3}}-1}}({\sqrt {3}}+1-{\sqrt[{4}]{12}})} | {\displaystyle {\sqrt[{4}]{\pi }}\,{\Gamma \left({\tfrac {3}{4}}\right)}^{-1}2^{-1/4}3^{-3/8}{\sqrt {{\sqrt {3}}+1}}} |
| {\displaystyle {\text{e}}^{-4\pi }} | {\displaystyle {\sqrt[{4}]{\pi }}\,{\Gamma \left({\tfrac {3}{4}}\right)}^{-1}2^{-5/4}({\sqrt[{4}]{2}}-1)}                                             | {\displaystyle {\sqrt[{4}]{\pi }}\,{\Gamma \left({\tfrac {3}{4}}\right)}^{-1}2^{-5/4}({\sqrt[{4}]{2}}+1)}             |
| {\displaystyle {\text{e}}^{-5\pi }} | {\displaystyle {\sqrt[{4}]{\pi }}\,{\Gamma \left({\tfrac {3}{4}}\right)}^{-1}2^{-5/4}5^{-1/2}({\sqrt[{4}]{5}}-1)^{2}\Phi ^{-1/2}}                     | {\displaystyle {\sqrt[{4}]{\pi }}\,{\Gamma \left({\tfrac {3}{4}}\right)}^{-1}5^{-1/2}\Phi ^{3/2}}                     |

Дополнительные значения для ϑ₀₀(x):
{\displaystyle \vartheta _{00}({\text{e}}^{-6\pi })={\sqrt[{4}]{\pi }}\,{\Gamma \left({\tfrac {3}{4}}\right)}^{-1}2^{-2}3^{-3/8}{\sqrt {\cot({\tfrac {1}{24}}\pi )}}({\sqrt[{4}]{3}}+1)({\sqrt {3}}+1-{\sqrt[{4}]{12}})}
{\displaystyle \vartheta _{00}({\text{e}}^{-7\pi })={\sqrt[{4}]{\pi }}\,{\Gamma \left({\tfrac {3}{4}}\right)}^{-1}2^{-5/8}7^{-7/16}{\sqrt[{4}]{3+{\sqrt {7}}}}{\sqrt {5-{\sqrt {7}}+{\sqrt[{4}]{28}}}}}
{\displaystyle \vartheta _{00}({\text{e}}^{-8\pi })={\sqrt[{4}]{\pi }}\,{\Gamma \left({\tfrac {3}{4}}\right)}^{-1}2^{-2}({\sqrt {2+{\sqrt {2}}}}+2^{7/8})}
{\displaystyle \vartheta _{00}({\text{e}}^{-9\pi })={\sqrt[{4}]{\pi }}\,{\Gamma \left({\tfrac {3}{4}}\right)}^{-1}3^{-1}({\sqrt[{3}]{2{\sqrt {3}}+2}}+1)}
{\displaystyle \vartheta _{00}({\text{e}}^{-10\pi })={\sqrt[{4}]{\pi }}\,{\Gamma \left({\tfrac {3}{4}}\right)}^{-1}5^{-1/2}\Phi ^{3/2}\cos {\bigl [}{\tfrac {1}{4}}\arcsin {\bigl (}\Phi ^{-12}{\bigr )}{\bigr ]}}
{\displaystyle \vartheta _{00}({\text{e}}^{-11\pi })={\sqrt[{4}]{\pi }}\,{\Gamma \left({\tfrac {3}{4}}\right)}^{-1}2^{-5/4}11^{-5/8}{\sqrt {{\sqrt {11}}+3}}\,{\bigl \{}4+{\sqrt {11}}-3{\sqrt {3}}\tanh {\bigl [}{\tfrac {1}{4}}\operatorname {arcosh} ({\tfrac {7}{4}})+{\tfrac {1}{2}}\operatorname {artanh} ({\tfrac {4}{9}}{\sqrt {3}})-{\tfrac {1}{6}}\operatorname {artanh} ({\tfrac {1}{27}}{\sqrt {3}}){\bigr ]}{\bigr \}}}
{\displaystyle \vartheta _{00}({\text{e}}^{-12\pi })={\sqrt[{4}]{\pi }}\,{\Gamma \left({\tfrac {3}{4}}\right)}^{-1}2^{-2}3^{-3/8}{\sqrt {\cot({\tfrac {1}{24}}\pi )}}({\sqrt[{4}]{3}}+1)({\sqrt {3}}+1-{\sqrt[{4}]{12}})\cos {\bigl \{}{\tfrac {1}{2}}\arcsin {\bigl [}{\tfrac {1}{2}}(2+{\sqrt {3}})({\sqrt {3}}-{\sqrt {2}})^{2}({\sqrt {2}}-1)^{2}({\sqrt[{4}]{3}}-1)^{4}{\bigr ]}{\bigr \}}}
{\displaystyle \vartheta _{00}({\text{e}}^{-13\pi })={\sqrt[{4}]{\pi }}\,{\Gamma \left({\tfrac {3}{4}}\right)}^{-1}13^{-1/2}{\sqrt {5{\sqrt {13}}+18}}\,{\bigl \{}{\tfrac {1}{6}}(5{\sqrt {39}}-17{\sqrt {3}})\coth {\bigl [}{\tfrac {1}{3}}\operatorname {artanh} ({\tfrac {6}{11}}{\sqrt {3}})-{\tfrac {1}{2}}\operatorname {arcosh} {\bigl (}{\tfrac {4}{13}}{\sqrt {13}}{\bigr )}{\bigr ]}-{\tfrac {1}{2}}({\sqrt {13}}-3){\bigr \}}}
{\displaystyle \vartheta _{00}({\text{e}}^{-14\pi })={\sqrt[{4}]{\pi }}\,{\Gamma \left({\tfrac {3}{4}}\right)}^{-1}2^{-5/8}7^{-7/16}{\sqrt[{4}]{3+{\sqrt {7}}}}{\sqrt {5-{\sqrt {7}}+{\sqrt[{4}]{28}}}}\,\cos {\bigl \{}{\tfrac {1}{4}}\arcsin {\bigl [}({\tfrac {1}{4}}{\sqrt {14}}+{\tfrac {1}{4}}{\sqrt {2}}-{\tfrac {1}{2}}{\sqrt[{4}]{7}})^{12}{\bigr ]}{\bigr \}}}
{\displaystyle \vartheta _{00}({\text{e}}^{-15\pi })={\sqrt[{4}]{\pi }}\,{\Gamma \left({\tfrac {3}{4}}\right)}^{-1}3^{-1/2}5^{-1/2}\Phi ^{3/2}{\bigl (}{\sqrt {2{\sqrt {1+\Phi ^{-8}+\Phi ^{-16}}}+2+\Phi ^{-8}}}+{\sqrt {1-\Phi ^{-8}}}{\bigr )}^{1/2}}
{\displaystyle \vartheta _{00}({\text{e}}^{-16\pi })={\sqrt[{4}]{\pi }}\,{\Gamma \left({\tfrac {3}{4}}\right)}^{-1}{\bigl [}2^{-9/4}({\sqrt[{4}]{2}}+1)+2^{-23/16}{\sqrt[{4}]{{\sqrt {2}}+1}}{\bigr ]}}
{\displaystyle \vartheta _{00}({\text{e}}^{-17\pi })={\sqrt[{4}]{\pi }}\,{\Gamma \left({\tfrac {3}{4}}\right)}^{-1}2^{-3/2}17^{-1/2}{\bigl [}({\sqrt[{4}]{17}}+1){\sqrt {{\sqrt {17}}-1}}+{\sqrt[{8}]{272}}{\sqrt {{\sqrt {17}}+3}}{\bigr ]}}
{\displaystyle \vartheta _{00}({\text{e}}^{-18\pi })={\sqrt[{4}]{\pi }}\,{\Gamma \left({\tfrac {3}{4}}\right)}^{-1}3^{-1}({\sqrt[{3}]{2{\sqrt {3}}+2}}+1)\cos {\bigl \langle }{\tfrac {1}{4}}\arcsin {\bigl \{}{\bigl [}2{\sqrt {3}}-3-{\sqrt {6}}(2-{\sqrt {3}})^{5/6}+{\sqrt {2}}(2-{\sqrt {3}})^{7/6}{\bigr ]}^{4}{\bigr \}}{\bigr \rangle }}
И с греческой буквой {\displaystyle \Phi =({\sqrt {5}}+1)/2} показано Золотое сечение. Символом {\displaystyle G} обозначена постоянная Гаусса, которая представляет собой отношение лемнискатической константы к числу π. Только что показанные значения были исследованы южнокорейским математиком Джинхи Йи из Пусанского национального университета (부산 대학교). Их результаты впоследствии были опубликованы в Журнале математического анализа и приложений. Кроме того, применяются следующие значения:
{\displaystyle \vartheta _{00}[\exp(-{\tfrac {1}{2}}\pi )]={\sqrt[{4}]{\pi }}\,{\Gamma \left({\tfrac {3}{4}}\right)}^{-1}2^{-1/4}{\sqrt {{\sqrt {2}}+1}}}
{\displaystyle \vartheta _{00}[\exp(-{\tfrac {1}{3}}\pi )]={\sqrt[{4}]{\pi }}\,{\Gamma \left({\tfrac {3}{4}}\right)}^{-1}2^{-1/4}3^{1/8}{\sqrt {{\sqrt {3}}+1}}}
Эти 2 значения можно определить непосредственно с помощью формулы суммы Пуассона:
{\displaystyle \vartheta _{00}[\exp(-\pi /y)]={\sqrt {y}}\,\vartheta _{00}[\exp(-\pi y)]}

### Эквиангармонические значения
Функция ϑ₀₀ имеет следующие эквиангармонические значения функции:
{\displaystyle \vartheta _{00}[\exp(-{\sqrt {3}}\,\pi )]=\pi ^{-1/2}2^{-1/6}3^{-1/8}\beta ({\tfrac {1}{3}})^{1/2}}
{\displaystyle \vartheta _{00}[\exp(-2{\sqrt {3}}\,\pi )]=\pi ^{-1/2}2^{-1/6}3^{-1/8}\beta ({\tfrac {1}{3}})^{1/2}\cos({\tfrac {1}{24}}\pi )}
{\displaystyle \vartheta _{00}[\exp(-3{\sqrt {3}}\,\pi )]=\pi ^{-1/2}2^{-1/6}3^{-7/8}\beta ({\tfrac {1}{3}})^{1/2}({\sqrt[{3}]{2}}+1)}
{\displaystyle \vartheta _{00}[\exp(-4{\sqrt {3}}\,\pi )]=\pi ^{-1/2}2^{-7/6}3^{-1/8}\beta ({\tfrac {1}{3}})^{1/2}[1+{\sqrt {\cos({\tfrac {1}{12}}\pi )}}]}
{\displaystyle \vartheta _{00}[\exp(-5{\sqrt {3}}\,\pi )]=\pi ^{-1/2}2^{-1/6}3^{-9/8}\beta ({\tfrac {1}{3}})^{1/2}\sin({\tfrac {1}{5}}\pi )({\tfrac {2}{5}}{\sqrt[{3}]{100}}+{\tfrac {2}{5}}{\sqrt[{3}]{10}}+{\tfrac {3}{5}}{\sqrt {5}}+1)}
Некоторые эквиангармонические значения тета-функции были исследованы, в частности, математиками Брюсом Карлом Берндтом и Орсом Ребаком.

### Значения тета над факториалами восьмых
Значения функции вида ϑ₀₁:
{\displaystyle \vartheta _{01}[\exp(-{\sqrt {2}}\,\pi )]=2^{-1/4}\pi ^{-1/2}{\sqrt {\cos({\tfrac {1}{8}}\pi )\beta ({\tfrac {3}{8}})}}}
{\displaystyle \vartheta _{01}[\exp(-3{\sqrt {2}}\,\pi )]=2^{-1/4}3^{-1/2}\pi ^{-1/2}{\sqrt {\cos({\tfrac {1}{8}}\pi )\beta ({\tfrac {3}{8}})}}\,{\sqrt {{\sqrt {3}}+{\sqrt {2}}}}}
{\displaystyle \vartheta _{01}[\exp(-{\tfrac {1}{3}}{\sqrt {2}}\,\pi )]=2^{-1/4}\pi ^{-1/2}{\sqrt {\cos({\tfrac {1}{8}}\pi )\beta ({\tfrac {3}{8}})}}\,{\sqrt {{\sqrt {3}}-{\sqrt {2}}}}}
{\displaystyle \vartheta _{01}[\exp(-5{\sqrt {2}}\,\pi )]=2^{-1/4}5^{-1/2}\pi ^{-1/2}{\sqrt {\cos({\tfrac {1}{8}}\pi )\beta ({\tfrac {3}{8}})}}\,{\bigl \{}{\tfrac {4}{3}}{\sqrt {2}}\cos({\tfrac {1}{10}}\pi )\cosh[{\tfrac {1}{3}}\operatorname {artanh} ({\tfrac {3}{8}}{\sqrt {6}})]+{\tfrac {1}{3}}\tan({\tfrac {1}{5}}\pi ){\bigr \}}}
{\displaystyle \vartheta _{01}[\exp(-{\tfrac {1}{5}}{\sqrt {2}}\,\pi )]=2^{-1/4}\pi ^{-1/2}{\sqrt {\cos({\tfrac {1}{8}}\pi )\beta ({\tfrac {3}{8}})}}\,{\bigl \{}{\tfrac {4}{3}}{\sqrt {2}}\sin({\tfrac {1}{5}}\pi )\cosh[{\tfrac {1}{3}}\operatorname {artanh} ({\tfrac {3}{8}}{\sqrt {6}})]-{\tfrac {1}{3}}\cot({\tfrac {1}{10}}\pi ){\bigr \}}}

## Некоторые тождества с рядами
Следующие 2 тождества для рядов были доказаны Иштваном Мезо:
{\displaystyle {\begin{aligned}\vartheta _{4}^{2}(q)&=iq^{\frac {1}{4}}\sum _{k=-\infty }^{\infty }q^{2k^{2}-k}\vartheta _{1}\left({\frac {2k-1}{2i}}\ln q,q\right),\\[6pt]\vartheta _{4}^{2}(q)&=\sum _{k=-\infty }^{\infty }q^{2k^{2}}\vartheta _{4}\left({\frac {k\ln q}{i}},q\right).\end{aligned}}}
Эти отношения выполняются для всех 0 < q < 1. Фиксируя значения q, мы получим следующие свободные от параметров суммы
{\displaystyle {\begin{aligned}{\sqrt {\frac {\pi {\sqrt {e^{\pi }}}}{2}}}\cdot {\frac {1}{\Gamma ^{2}\left({\frac {3}{4}}\right)}}&=i\sum _{k=-\infty }^{\infty }e^{\pi \left(k-2k^{2}\right)}\vartheta _{1}\left({\frac {i\pi }{2}}(2k-1),e^{-\pi }\right),\\[6pt]{\sqrt {\frac {\pi }{2}}}\cdot {\frac {1}{\Gamma ^{2}\left({\frac {3}{4}}\right)}}&=\sum _{k=-\infty }^{\infty }{\frac {\vartheta _{4}\left(ik\pi ,e^{-\pi }\right)}{e^{2\pi k^{2}}}}\end{aligned}}}

## Нули тета-функций Якоби
Все нули тета-функций Якоби являются простыми нулями и задаются следующим образом:
{\displaystyle {\begin{aligned}\vartheta (z,\tau )=\vartheta _{3}(z,\tau )&=0\quad &\Longleftrightarrow &&\quad z&=m+n\tau +{\frac {1}{2}}+{\frac {\tau }{2}}\\[3pt]\vartheta _{1}(z,\tau )&=0\quad &\Longleftrightarrow &&\quad z&=m+n\tau \\[3pt]\vartheta _{2}(z,\tau )&=0\quad &\Longleftrightarrow &&\quad z&=m+n\tau +{\frac {1}{2}}\\[3pt]\vartheta _{4}(z,\tau )&=0\quad &\Longleftrightarrow &&\quad z&=m+n\tau +{\frac {\tau }{2}}\end{aligned}}},
где m, n являются произвольными целыми.

## Связь с дзета-функцией Римана
Соотношение
{\displaystyle \vartheta \left(0;-{\frac {1}{\tau }}\right)=(-i\tau )^{\frac {1}{2}}\vartheta (0;\tau )}
использовал  Риман для доказательства функционального уравнения для дзета-функции Римана посредством преобразования Меллина
{\displaystyle \Gamma \left({\frac {s}{2}}\right)\pi ^{-{\frac {s}{2}}}\zeta (s)={\frac {1}{2}}\int _{0}^{\infty }{\big (}\vartheta (0;it)-1{\big )}t^{\frac {s}{2}}{\frac {\mathrm {d} t}{t}}}
и можно показать, что преобразование инвариантно относительно замены s на 1 − s. Соответствующий интеграл для z ≠ 0 дан в статье о дзета-функции Гурвица.

## Связь с эллиптической функцией Вейерштрасса
Тета-функции использовал Якоби для построения (в виде, приспособленном для упрощения вычислений) его эллиптических функций как частные вышеприведённых 4 тета-функций, и он мог их использовать также для построения эллиптических функций Вейерштрасса, поскольку
{\displaystyle \wp (z;\tau )=-{\big (}\log \vartheta _{11}(z;\tau ){\big )}''+c},
где вторая производная берётся по z, а константа c определена так, что ряд Лорана функции ℘(z) в точке z = 0 имеет нулевой постоянный член.

## Связь сq-гамма функцией
Четвёртая тета-функция – а тогда и остальные – неразрывно связана с q-гамма-функцией Джексона соотношением.
{\displaystyle \left(\Gamma _{q^{2}}(x)\Gamma _{q^{2}}(1-x)\right)^{-1}={\frac {q^{2x(1-x)}}{\left(q^{-2};q^{-2}\right)_{\infty }^{3}\left(q^{2}-1\right)}}\vartheta _{4}\left({\frac {1}{2i}}(1-2x)\log q,{\frac {1}{q}}\right).}

## Связь с эта-функцией Дедекинда
Пусть {\displaystyle \eta (\tau )} — эта-функция Дедекинда, а аргумент тета-функции представлен как ном {\displaystyle q=e^{\pi {i}\tau }}. Тогда
{\displaystyle {\begin{aligned}\theta _{2}(0,q)=\vartheta _{10}(0;\tau )&={\frac {2\eta ^{2}(2\tau )}{\eta (\tau )}},\\[3pt]\theta _{3}(0,q)=\vartheta _{00}(0;\tau )&={\frac {\eta ^{5}(\tau )}{\eta ^{2}\left({\frac {1}{2}}\tau \right)\eta ^{2}(2\tau )}}={\frac {\eta ^{2}\left({\frac {1}{2}}(\tau +1)\right)}{\eta (\tau +1)}},\\[3pt]\theta _{4}(0,q)=\vartheta _{01}(0;\tau )&={\frac {\eta ^{2}\left({\frac {1}{2}}\tau \right)}{\eta (\tau )}},\end{aligned}}}
и
{\displaystyle \theta _{2}(0,q)\,\theta _{3}(0,q)\,\theta _{4}(0,q)=2\eta ^{3}(\tau ).}
См. также статью о модулярных функциях Вебера.

## Эллиптический модуль
J-инвариант равен
{\displaystyle k(\tau )={\frac {\vartheta _{10}(0,\tau )^{2}}{\vartheta _{00}(0,\tau )^{2}}}},
дополнительный эллиптический модуль равен
{\displaystyle k'(\tau )={\frac {\vartheta _{01}(0,\tau )^{2}}{\vartheta _{00}(0,\tau )^{2}}}}

## Решение теплового уравнения
Тета-функция Якоби является фундаментальным решением одномерного уравнения теплопроводности с пространственными периодическими граничными условиями. Принимая {\displaystyle z=x} вещественным, а {\displaystyle \tau =it} с вещественным и положительным t, мы можем записать
{\displaystyle \vartheta (x,it)=1+2\sum _{n=1}^{\infty }\exp \left(-\pi n^{2}t\right)\cos(2\pi nx)},
что решает уравнение теплопроводности
{\displaystyle {\frac {\partial }{\partial t}}\vartheta (x,it)={\frac {1}{4\pi }}{\frac {\partial ^{2}}{\partial x^{2}}}\vartheta (x,it).}
Это решение в виде тета-функции является 1-периодическим по x, и при {\displaystyle t\to 0} оно стремится к периодической дельта-функции или гребню Дирака в смысле распределений
{\displaystyle \lim _{t\rightarrow 0}\vartheta (x,it)=\sum _{n=-\infty }^{\infty }\delta (x-n)}.
Общие решения для задачи с пространственными периодическими начальными значениями для уравнения теплопроводности могут быть получены путём свёртки начальных данных в {\displaystyle t=0} с тета-функцией.

## Связь с группой Гейзенберга
Тета-функция Якоби является инвариантом при действии дискретной подгруппы группы Гейзенберга. Эта инвариантность представлена в статье о тета-представлении группы Гейзенберга.

## Обобщения
Если F является квадратичной формой от n переменных, то тета-функция, связанная с F, равна 
{\displaystyle \theta _{F}(z)=\sum _{m\in \mathbb {Z} ^{n}}e^{2\pi izF(m)}}
с суммой по решётке целых чисел ℤn. Эта тета-функция является модулярной формой с весом {\displaystyle {\tfrac {n}{2}}} (на надлежащим образом определённой подгруппе) модулярной группы.  В разложении в ряд Фурье
{\displaystyle {\hat {\theta }}_{F}(z)=\sum _{k=0}^{\infty }R_{F}(k)e^{2\pi ikz},}
числа {\displaystyle R_{F}(k)} называются числами представления формы.

### Риманова тета-функция
Пусть
{\displaystyle \mathbb {H} _{n}=\left\{F\in M(n,\mathbb {C} )\,{\big |}\,F=F^{\mathsf {T}}\,,\,\operatorname {Im} F>0\right\}}
является множеством симметричных квадратных матриц, мнимая часть которых положительно определена.  ℍn называется верхним полупространством Зигеля и является многомерным аналогом верхней полуплоскости. n-Мерным аналогом модулярной группы является симплектическая группа Sp(2n,ℤ). Для {\displaystyle n=1~~~\mathrm {Sp} (2,\mathbb {Z} )=\mathrm {SL} (2,\mathbb {Z} )}. Роль n-мерного аналога конгруэнтных подгрупп играет
{\displaystyle \ker {\big \{}\operatorname {Sp} (2n,\mathbb {Z} )\rightarrow \operatorname {Sp} (2n,\mathbb {Z} /k\mathbb {Z} ){\big \}}.}
Тогда, если дано {\displaystyle \tau \in \mathbb {H} _{n}}, тета-функция Римана определяется как
{\displaystyle \theta (z,\tau )=\sum _{m\in \mathbb {Z} ^{n}}\exp {\bigg (}2\pi i\left({\tfrac {1}{2}}m^{\mathsf {T}}\tau m+m^{\mathsf {T}}z\right){\bigg )}.}
Здесь {\displaystyle z\in \mathbb {C} _{n}} является n-мерным комплексным вектором, а верхний индекс T означает транспонирование. Тета-функция Якоби является тогда частным случаем с {\displaystyle n=1} и {\displaystyle \tau \in \mathbb {H} }, где {\displaystyle \mathbb {H} } является верхней полуплоскостью.
Тета-функция Римана сходится абсолютно и равномерно на компактных подмножествах {\displaystyle \mathbb {C} ^{n}\times \mathbb {H} _{n}}.
Функциональное уравнение функции
{\displaystyle \theta (z+a+\tau b,\tau )=\exp 2\pi i\left(-b^{\mathsf {T}}z-{\tfrac {1}{2}}b^{\mathsf {T}}\tau b\right)\theta (z,\tau )}
которое выполняется для всех векторов {\displaystyle a,b\in \mathbb {Z} ^{n}} и для всех {\displaystyle z\in \mathbb {C} ^{n}}}} и {\displaystyle \tau \in \mathbb {H} _{n}}.

### Ряд Пуанкаре
Ряд Пуанкаре обобщает тета-ряд на автоморфные формы применительно к произвольным фуксовым группам.

## Уравнения пятой степени

### Решение формы Бринга-Джеррарда
Согласно Теореме Абеля-Руффини общее уравнение 5 степени не может быть решено в элементарной радикальной форме. Но общее решение вполне возможно с помощью эллиптических функций. С тета-функцией общий случай Уравнения 5 степени также может быть решен как функция эллиптического «номена q» из эллиптического модуля, который всегда «элементарен» в зависимости от коэффициентов. Для следующего уравнения пятой степени в форме Бринга-Джеррарда общее решение может быть представлено в упрощенной форме тета-функцией ϑ₀₀:
{\displaystyle x^{5}+5\,x=4\,c}
Для всех реальных значений {\displaystyle c} имеет показанную сумму функции пятой степени и идентичную функцию отображения для {\displaystyle x} в зависимости от {\displaystyle c} точно реальное решение. И это фактическое решение {\displaystyle x} может для всех действительных значений {\displaystyle c} может быть вызвано точно по следующему алгоритму:
| Уравнение Бринга – Джеррарда: {\displaystyle x^{5}+5\,x=4\,c} |
| Значение эллиптической функции «Номен q»: {\displaystyle Q=q{\bigl [}{\bigl (}2c^{2}+2+2{\sqrt {c^{4}+1}}{\bigr )}^{-1/2}{\bigl (}{\sqrt {{\sqrt {c^{4}+1}}+1}}+c{\bigr )}{\bigr ]}} |
| Актуальное решение для {\displaystyle x}: {\displaystyle x={\frac {{\bigl [}\vartheta _{00}(Q^{1/5})^{2}-5\,\vartheta _{00}(Q^{5})^{2}{\bigr ]}{\sqrt {\vartheta _{00}(Q^{1/5})^{2}+5\,\vartheta _{00}(Q^{5})^{2}-4\,\vartheta _{00}(Q)^{2}-2\,\vartheta _{00}(Q^{1/5})\,\vartheta _{00}(Q^{5})}}}{4\,\vartheta _{10}(Q)\,\vartheta _{01}(Q)\,\vartheta _{00}(Q)}}} |

### 3 примера расчёта
Ниже в качестве примеров рассматриваются 3 уравнения, которые можно решить с помощью тета-функции Якоби, но вообще нельзя решить с помощью элементарных корневых выражений:
{\displaystyle x^{5}+5\,x={\frac {1}{{\sqrt {3}}\,{\sqrt[{4}]{7}}}}}
{\displaystyle Q=q{\bigl [}{\bigl (}2c^{2}+2+2{\sqrt {c^{4}+1}}{\bigr )}^{-1/2}{\bigl (}{\sqrt {{\sqrt {c^{4}+1}}+1}}+c{\bigr )}{\bigr ]}{\bigl (}c={\frac {1}{4\,{\sqrt {3}}\,{\sqrt[{4}]{7}}}}{\bigr )}=q{\bigl (}{\frac {3}{4}}{\bigr )}=\exp {\bigl [}-\pi \,K{\bigl (}{\frac {1}{4}}{\sqrt {7}}{\bigr )}/K{\bigl (}{\frac {3}{4}}{\bigr )}{\bigr ]}}
{\displaystyle Q\approx 0.0514850134086884874259334407034142264}
{\displaystyle x={\frac {{\bigl \{}\vartheta _{00}[q({\tfrac {3}{4}})^{1/5}]^{2}-5\,\vartheta _{00}[q({\tfrac {3}{4}})^{5}]^{2}{\bigr \}}{\sqrt {\vartheta _{00}[q({\tfrac {3}{4}})^{1/5}]^{2}+5\,\vartheta _{00}[q({\tfrac {3}{4}})^{5}]^{2}-4\,\vartheta _{00}[q({\tfrac {3}{4}})]^{2}-2\,\vartheta _{00}[q({\tfrac {3}{4}})^{1/5}]\,\vartheta _{00}[q({\tfrac {3}{4}})^{5}]}}}{4\,\vartheta _{10}[q({\tfrac {3}{4}})]\,\vartheta _{01}[q({\tfrac {3}{4}})]\,\vartheta _{00}[q({\tfrac {3}{4}})]}}}
{\displaystyle x\approx 0.07098926054715586207235133755965679}
Тот же образец процедуры применяется в следующем уравнении:
{\displaystyle x^{5}+5\,x={\frac {17}{2\,{\sqrt {7}}\,{\sqrt[{4}]{15}}}}}
{\displaystyle Q=q{\bigl [}{\bigl (}2c^{2}+2+2{\sqrt {c^{4}+1}}{\bigr )}^{-1/2}{\bigl (}{\sqrt {{\sqrt {c^{4}+1}}+1}}+c{\bigr )}{\bigr ]}{\bigl (}c={\frac {17}{8\,{\sqrt {7}}\,{\sqrt[{4}]{15}}}}{\bigr )}=q{\bigl (}{\frac {7}{8}}{\bigr )}=\exp {\bigl [}-\pi \,K{\bigl (}{\frac {1}{8}}{\sqrt {15}}{\bigr )}/K{\bigl (}{\frac {7}{8}}{\bigr )}{\bigr ]}}
{\displaystyle Q\approx 0.0897074766759280367958684244396699245}
{\displaystyle x={\frac {{\bigl \{}\vartheta _{00}[q({\tfrac {7}{8}})^{1/5}]^{2}-5\,\vartheta _{00}[q({\tfrac {7}{8}})^{5}]^{2}{\bigr \}}{\sqrt {\vartheta _{00}[q({\tfrac {7}{8}})^{1/5}]^{2}+5\,\vartheta _{00}[q({\tfrac {7}{8}})^{5}]^{2}-4\,\vartheta _{00}[q({\tfrac {7}{8}})]^{2}-2\,\vartheta _{00}[q({\tfrac {7}{8}})^{1/5}]\,\vartheta _{00}[q({\tfrac {7}{8}})^{5}]}}}{4\,\vartheta _{10}[q({\tfrac {7}{8}})]\,\vartheta _{01}[q({\tfrac {7}{8}})]\,\vartheta _{00}[q({\tfrac {7}{8}})]}}}
{\displaystyle x\approx 0.32576169530959133227592078784586937}
Это 3 пример:
{\displaystyle x^{5}+5\,x=4}
{\displaystyle Q=q{\bigl [}{\bigl (}2c^{2}+2+2{\sqrt {c^{4}+1}}{\bigr )}^{-1/2}{\bigl (}{\sqrt {{\sqrt {c^{4}+1}}+1}}+c{\bigr )}{\bigr ]}{\bigl (}c=1{\bigr )}=q{\bigl [}{\frac {\sqrt[{4}]{2}}{2}}+\sin({\frac {\pi }{8}}{\bigr )}{\bigr ]}}
{\displaystyle Q\approx 0.18520287008030014142515182307361246060360377625}
{\displaystyle x={\frac {\vartheta _{00}\{q{\bigl [}{\frac {\sqrt[{4}]{2}}{2}}+\sin({\frac {\pi }{8}}){\bigr ]}^{1/5}\}^{2}-5\,\vartheta _{00}\{q{\bigl [}{\frac {\sqrt[{4}]{2}}{2}}+\sin({\frac {\pi }{8}}){\bigr ]}^{5}\}^{2}}{4\,\vartheta _{10}\{q{\bigl [}{\frac {\sqrt[{4}]{2}}{2}}+\sin({\frac {\pi }{8}}){\bigr ]}\}\,\vartheta _{01}\{q{\bigl [}{\frac {\sqrt[{4}]{2}}{2}}+\sin({\frac {\pi }{8}}){\bigr ]}\}\,\vartheta _{00}\{q{\bigl [}{\frac {\sqrt[{4}]{2}}{2}}+\sin({\frac {\pi }{8}}){\bigr ]}\}}}\times }
{\displaystyle \times {\sqrt {\vartheta _{00}\{q{\bigl [}{\tfrac {\sqrt[{4}]{2}}{2}}+\sin({\tfrac {\pi }{8}}){\bigr ]}^{1/5}\}^{2}+5\vartheta _{00}\{q{\bigl [}{\tfrac {\sqrt[{4}]{2}}{2}}+\sin({\tfrac {\pi }{8}}){\bigr ]}^{5}\}^{2}-4\vartheta _{00}\{q{\bigl [}{\tfrac {\sqrt[{4}]{2}}{2}}+\sin({\tfrac {\pi }{8}}){\bigr ]}\}^{2}-2\vartheta _{00}\{q{\bigl [}{\tfrac {\sqrt[{4}]{2}}{2}}+\sin({\tfrac {\pi }{8}}){\bigr ]}^{1/5}\}\,\vartheta _{00}\{q{\bigl [}{\tfrac {\sqrt[{4}]{2}}{2}}+\sin({\tfrac {\pi }{8}}){\bigr ]}^{5}\}}}}
{\displaystyle x\approx 0.75192639869405948026865366345020738740978383913}